# Rashard Mendenhall
Pour les articles homonymes, voir Mendenhall.
(en) Statistiques sur pro-football-reference
Rashard Jamal Mendenhall, né le 19 juin 1987 à Skokie (Illinois), est un joueur américain de football américain évoluant au poste de running back.

## Biographie
Étudiant à l'Université de l'Illinois à Urbana-Champaign, il joua pour les Illinois Fighting Illini. À sa dernière année, il fut élu « Meilleur joueur » (MVP) de football de la Big Ten Conference.
Il est drafté en 2008 à la 23e place (premier round) par les Steelers de Pittsburgh. Il a signé un contrat de cinq années pour 12,555 millions de dollars (dont 7,125 millions de dollars garantis). Second running back derrière Willie Parker, Mendenhall devient titulaire à la suite de la blessure de Parker. Il se blesse lui aussi à l'épaule au quatrième matchs de la saison.
Avec les Steelers, il remporte le Super Bowl XLIII clôturant la saison 2008.
Le 13 mars 2013, il signe un contrat d'un an et 3,5 millions de dollars avec les Cardinals de l'Arizona.
En 2014, il annonce sa retraite sportive.